# Vibhuti Narayan Singh
Vibhuti Narayan Singh (Ramnagar, 5 novembre 1927 – Ramnagar, 25 dicembre 2000) è stato un principe indiano.
Fu Maharaja Bahadur di Benares dal 1939 al 1947.

## Biografia
Vibhuti Narayan Singh nacque il 5 novembre 1927. Nel giugno del 1934 fu adottato dal maharaja Aditya Narayan Singh (1874–1939) di Benares. Con la morte del maharaja, il 4 aprile 1939, Vibhuti Narayan Singh fu chiamato a succedergli al trono.
Singh studiò al Mayo College di Ajmer, diplomandosi poi in sanscrito alla Banaras Hindu University, Varanasi, dove studiò sotto la guida del famoso grammatico Vagish Shastri. Studiò anche le lingue Veda e Purana.
Nel 1947, sotto la sua guida, il Shree Kashi Naresh Education Trust decise di realizzare ed avviare il  Kashi Naresh Government Post Graduate College (KNPG), nel distretto di Gyanpur di Bhadohi (Uttar Pradesh).
Singh morì il 25 dicembre 2000. Il suo corpo venne cremato con un funerale di stato alla Manikarnika Ghat, presso Varanasi.